# Barasouaïne
Ne doit pas être confondu avec Barásoain.
La Barasouaïne (espagnol : Barásoain), officiellement la paroisse de Notre Dame du Mont-Carmel, est une église catholique à Bulacain, dans les Philippines. Elle est le lieu historique de la fondation de la Première République des Philippines. Le président Ferdinand Marcos la désigna comme un site de Patrimoine national le 1er août 1973. Ce fut le lieu de l'inauguration de deux présidents de la République : Emilio Aguinaldo et Joseph Estrada.

## Divers
L'église apparaissait dans l'avers du billet de dix pesos jusqu'à 1998, après la Banque Centrale des Philippines remplaça le billet avec du pièce qui n'avait aucune représentation de l'édifice. Dès 2009, la façade de l'église apparaît dans le billet du 200 pesos.